# Октябрьский район (Саратов)
Октя́брьский райо́н — один из шести районов Саратова, четвёртый по населению (после Ленинского, Заводского и Кировского) район города. Важный промышленный, транспортный, научный и социальный район города.

## География района
Октябрьский район находится в центральной части города. Его северная граница проходит по улицам Радищева, Сакко и Ванцетти, Мирному переулку, улицам Советской, Рахова, Шелковичной, территории станции Саратов-2 товарный, улице Степана Разина, Вокзальной и Новоузенской. На юге — улицы 4-я Силикатная, 6-я линия, Сызранская, Дальняя, Политехническая и Большая Садовая. С востока район ограничен Волгой, с запада — Кумысной поляной.
Территория района — 2389 га. Население района — 125,0 тыс. человек.

Октябрьский район с микрорайонами и посёлками. Неофициальные названия — белым шрифтом с красной обводкой.

В Октябрьский район входят посёлки: Агафоновка, Большая Кумысная поляна, Клинический, Малая Кумысная поляна, Первомайский.

## История

Фреска 1917 — 1967, Саратов

25 марта 1917 г. образован Железнодорожный район, который 2 марта 1920 г. был переименован в Первый район. 15 декабря 1934 г. Первый район переименован в Октябрьский район.

## Население
| 1959     | 1970     | 1979     | 1989     | 2002     | 2009     | 2010     |
| -------- | -------- | -------- | -------- | -------- | -------- | -------- |
| 108 166  | ↗118 658 | ↗133 809 | ↘132 422 | ↘128 290 | ↘119 962 | ↗122 027 |
| 2012     | 2013     | 2014     | 2015     | 2016     | 2017     | 2018     |
| ↗123 658 | ↗125 009 | ↘124 574 | ↘124 431 | ↘123 899 | ↗123 950 | ↘123 294 |
| 2019     | 2020     | 2021     |          |          |          |          |
| ↘121 499 | ↘118 554 | ↗119 412 |          |          |          |          |

## В наши дни
Октябрьский район — это социально направленная территория города. Здесь находится большинство городских лечебных учреждений, таких как Клиническая больница № 3 СГМУ, Областная клиническая больница, Областная детская больница, ММУ «2-я городская клиническая больница им. В. И. Разумовского», ММУ «1-я городская клиническая больница им. Ю. Я. Гордеева» и др.
В районе работают несколько высших учебных заведений — СГТУ, СГМУ (Саратовский государственный медицинский университет им. В. И. Разумовского), СГАУ (Саратовский государственный аграрный университет им. Н. И. Вавилова), СГЮА.
Крупные и средние промышленные предприятия района представляют машиностроение и металлообработку (Саратовский агрегатный завод, Саратовский завод энергетического машиностроения, Серп и Молот), топливную, полиграфическую, легкую, пищевую, мукомольно-крупяную и комбикормовую промышленности, транспорт.

## Инфраструктура

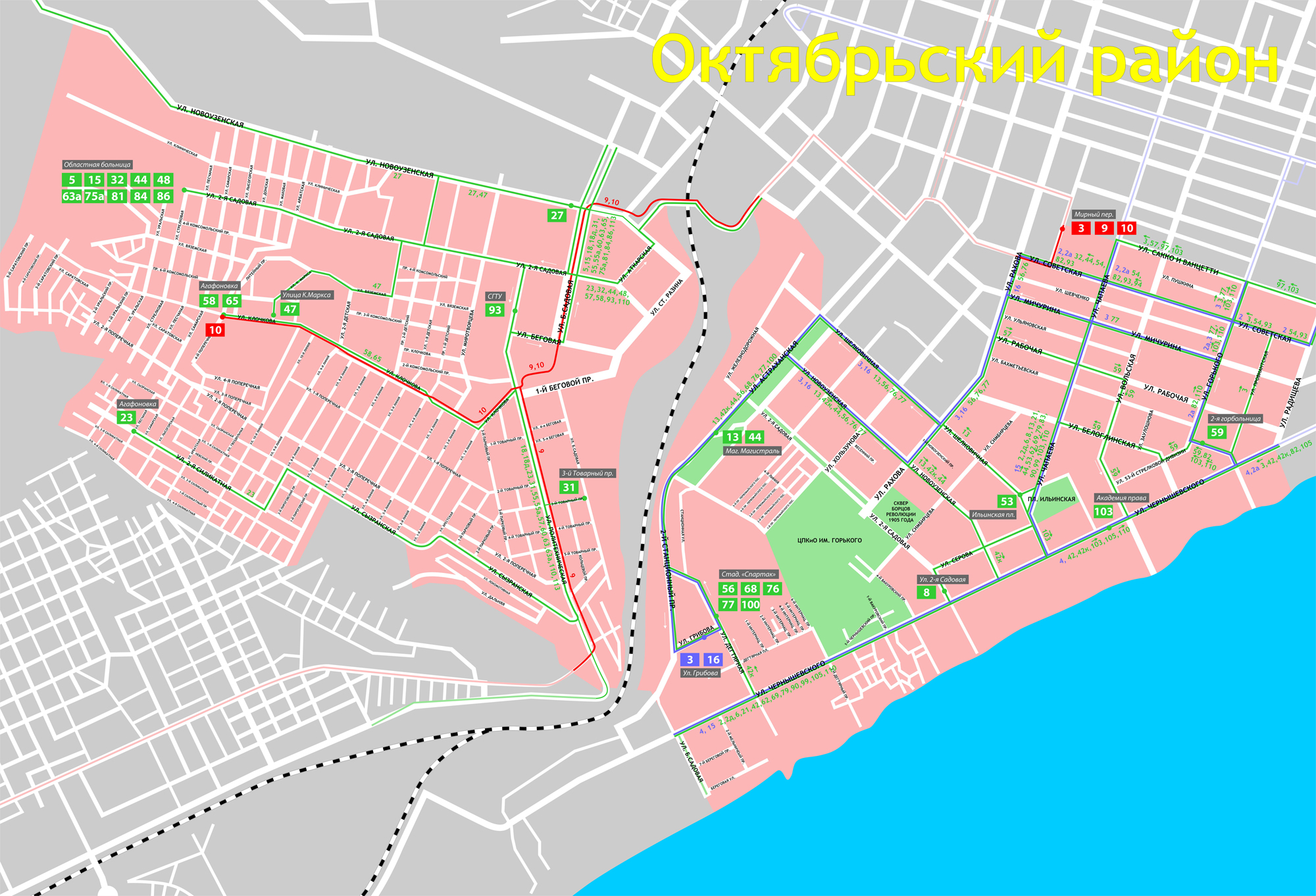
Общественный транспорт Октябрьского района

По территории района проходят 2 трамвайных маршрута (9 и 10), 6 троллейбусных маршрутов (2, 2а, 3, 4, 15 и 16).
Через район проходит железнодорожная линия, на ней узловая железнодорожная станция Саратов II и несколько остановочных платформ.
Основными магистралями района являются:
- Улица Астраханская
- Улица Большая Садовая
- Улица Мичурина
- Улица Новоузенская
- Улица Политехническая
- Улица Рахова
- Улица Рабочая
- Улица Степана Разина
- Улица Чапаева
- Улица Чернышевского

## Достопримечательности
- Городской парк культуры и отдыха им. Горького. Один из самых больших парков Саратова. На территории парка расположен городок аттракционов «Лукоморье».
- Клинический городок больницы № 3 СГМУ. Три корпуса построены с 1913 по 1918 годы по проекту архитектора К. Л. Мюфке. (Улица Большая Садовая 137)
- Хирургический корпус городской больницы № 1, архитектор — С. А. Каллистратов (Улица Хользунова, 19).
- Храм Рождества Христова (на Вокзальной: Улица Вокзальная, 2).

- В 1909 году саратовская городская управа отвела землю под строительство каменной церкви с колокольней.
- В конце 1930-х годов помещение отдали библиотеке № 9.

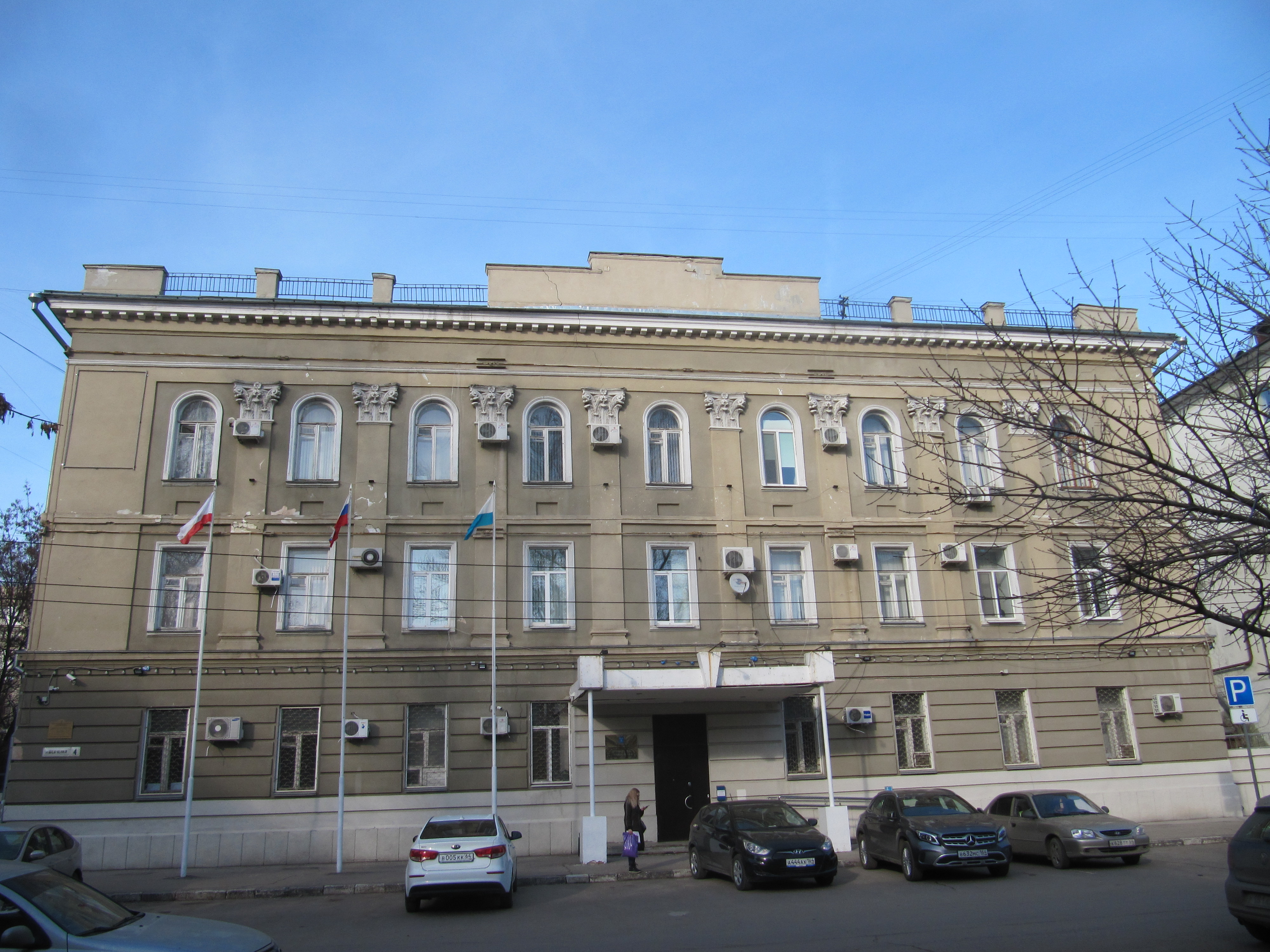
Администрация Октябрьского района Саратов

- Вскоре здание передали областной поликлинике.
- В 2005 году здание храма было передано в собственность епархии.

- Музей-усадьба В. Э. Борисова-Мусатова (Улица Вольская, 33)
- Народный музей Ю. А. Гагарина (Улица Сакко и Ванцетти, 15)
- Этнографический музей (Улица Ульяновская, 26)

## Органы власти
Октябрьский муниципальный район является частью муниципального образования «Город Саратов».

Глава администрации района — Молчанов Игорь Александрович.

Адрес администрации — улица Тараса Шевченко, д. 4.